# Begonia eiromischa
Espèce
Statut de conservation UICN

 EX  : Éteint
Begonia eiromischa est une espèce de plantes de la famille des Begoniaceae.
Ce bégonia est originaire de Penang, en Malaisie. L'espèce fait partie de la section Ridleyella ; elle a été décrite en 1917 par le botaniste britannique Henry Nicholas Ridley (1855-1956).
En 2007, cette espèce rare a été déclarée comme éteinte par l'Union internationale pour la conservation de la nature (UICN). Les seuls exemplaires conservés ayant été collecté en 1886 et 1898.